# Наука в Сибири
«Наука в Сибири» (до 1982 г. «За науку в Сибири») — официальное серийное печатное (газета) и интернет-издание Сибирского отделения Российской академии наук (СО РАН).

## История
В 1961—1982 годах газета печаталась в Новосибирске под названием «За науку в Сибири», она была органом Президиума и Местного комитета профсоюза СО АН СССР. В 1982 году газета приобрела современный облик и нынешнее название. 
Газета выходила по средам на 6 страницах, её цена была 4 копейки.
При перерегистрации в 1990 году издание получило статус общероссийской еженедельной газеты Сибирского отделения РАН.
С 1 июля 2014 года выходит в двух вариантах: печатная версия, выпускающаяся раз в две недели, и интернет-сайт, обновляющийся ежедневно.
В 2017 году издание заняло 5 место в топ-15 рейтинга самых цитируемых медиаресурсов научно-популярной тематики за II квартал 2017 года компании «Медиалогия».

## Об издании
Издание специализируется на материалах научной тематики, пишет практически обо всех сторонах жизни научного сообщества, доступно рассказывая о наиболее значимых результатах теоретических и экспериментальных исследований, экспедициях, конференциях и симпозиумах, о международном сотрудничестве и жизни научных центров СО РАН.
Содержит новости, научно-популярные материалы, ответы учёных на вопросы читателей, мнения, дискуссии.